# Зима, уходи!
«Зима, уходи!» — российский документальный фильм, посвященный протестному движению в России, снятый десятью молодыми режиссёрами под руководством Марины Разбежкиной по инициативе «Новой газеты». Съёмки велись в течение двух месяцев зимой 2011—2012 в канун выборов президента России 2012 года. Были зафиксированы митинги и акции протеста, проходившие в это время.

## Режиссёры
Художественный руководитель — Марина Разбежкина.
Режиссёры фильма — выпускники «Мастерской документального кино и документального театра Марины Разбежкиной и Михаила Угарова»:
- Алексей Жиряков — работает в Театре.doc, снял фильм «Дом у дороги»[2] (2012)
- Денис Клеблеев — фотограф, снял фильм «31-й рейс»
- Дмитрий Кубасов — снял фильм «Таня 5-я», режиссёр проекта «Срок» (Lenta.doc), соавтор проекта «Реальность»
- Аскольд Куров — снял фильм «25 сентября»
- Надежда Леонтьева — телевизионный журналист, сняла фильм «Мигрантка»
- Анна Моисеенко — журналист, сняла фильм «С.П.А.Р.Т.А. — территория счастья», режиссёр проекта «Срок» (Lenta.doc)
- Мадина Мустафина — сняла фильм «Милана», получивший две премии «Лавровая ветвь» (Гран-при «Киноглаз Вертова» «Артдокфеста»[3] и Приз «Новая газета — Новому кино» 500 000 рублей режиссёру[4]) в 2011 году
- Зося Родкевич — сняла фильм «Временные дети», режиссёр проекта «Срок» (Lenta.doc)
- Антон Серёгин — доцент кафедры социологии, снял фильм «Единственная роль Суперзвезды», получивший приз за лучший полнометражный документальный фильм на XXI международном кинофестивале «Послание к человеку» в Санкт-Петербурге (2011)
- Елена Хорева — культуролог, сняла фильм «Я не в Кирове», режиссёр проекта «Срок» (Lenta.doc)

## Премьера
Первый показ фильма состоялся 26 апреля 2012 года в Доме журналиста. 4 июня 2012 фильм был показан в Киноклубе FILMDOCRU в кафе «Март». 5 июня 2012 фильм был показан на «Платформе» на «Винзаводе».
Мировая премьера фильма состоялась на кинофестивале в Локарно 2 августа 2012.
6 декабря 2012 фильм был показан на телеканале 24 Док.

## Запрет фильма
Фильм был запрещен к показу на кинофестивале «КинЗА» в Тюмени в октябре 2012 года.

В Тюмени в последний момент запретили показ документального фильма «Зима, уходи!».— Михаил Угаров

## Фестивальный прокат
Фильм был показан на российских фестивалях:
- 2012 в программе «Мы выбираем, нас выбирают» — XXII международный кинофестиваль «Послание к человеку» в Санкт-Петербурге[12]
- 2012 в программе «Среда» — Артдокфест
- 2012 в программе «Вокруг мая» — 6 Международный фестиваль современного кино «Завтра / 2morrow»

Фильм был показан на иностранных фестивалях:
- 2013 кинофестиваль Hot Docs в Торонто, Канада[13]
- в 2012 году:[14]
- вне конкурса — кинофестиваль «Молодость», Украина
- в конкурсе — кинофестиваль в Тбилиси
- в конкурсе студенческих фильмов — кинофестиваль IDFA в Амстердаме
- в программе Leipziger Ring — кинофестиваль в Лейпциге[15]
- кинофестиваль в Локарно
- вне конкурса — кинофестиваль WatchDoc, Польша
- в конкурсе — кинофестиваль в Вальдивии, Чили
- в конкурсе — кинофестиваль в Турине, Италия
- в программе — кинофестиваль Verzio Doc Film Fest, Венгрия
- кинофестиваль в Котбусе, Германия
- кинофестиваль в По[16], Франция

## Отзывы
«Зима, уходи!» — кино про последние зимние месяцы, возбудившие и расколовшие общество. Про людей разных, пытающихся сформулировать для себя: в какой стране они живут, в какой — хотят жить. Кино, попытавшееся разобраться, что влечет нас на улицы? И почему оппонентам так трудно, а порой невозможно понять друг друга?— Лариса Малюкова, «Новая газета»

Мы вроде бы знали, что в так называемой «единой» России проживают две, три, а то и больше «россий». (Русь сидящая, Русь сажающая, Русь протестующая.) Ученики Разбежкиной эти России задокументировали в одно касание, но весомо, зримо и в коротком фильме, он идет меньше двух часов. Этот диагноз про разные страны в одной, только на первый взгляд очевидный, определил позицию авторов и драматургию монтажа.— Зара Абдуллаева, «Искусство кино»

Ещё ценное, что было в фильме: сильно открылось иррациональное в нашей современной истории. Иррациональное, которое не признает ни та сторона, ни эта: ни путинцы, ни оппозиционеры. Любая революция безумно иррациональна, но историки потом изгоняют это из учебников. А здесь именно это «недоступное пониманию» — тащило меня весь фильм за собой.— Михаил Угаров, руководитель Театра.Док

Самое дорогое в фильме и огромная удача Марины и её учеников, что получилось кино, как консервы без срока использования, которое в вечность уйдет. В нём зафиксирован дух времени, от которого мы начали уже отходить — это все понимают… Но летучий дух времени пойман, отрефлексирован ребятами.— Валерий Балаян, кинорежиссер

Мне безумно понравилось кино, оно отличное. Весь фильм смеешься, хотя он драматичный. И этот контраст огромный между чёрным и белым, между белой лентой и чёрным выбором — безутешен. Это сильный сгусток энергии.— Павел Костомаров, режиссёр-документалист

## Награды и номинации
- 2013 Номинация на премию «Ника» за лучший неигровой фильм[17].
- 2013 Номинация на премию «Золотой орёл» за лучший неигровой фильм[18]
- «Открытие года» — премия российской гильдии киноведов и кинокритиков «Белый слон»
- 2012 Приз имени Георгия Жженова на международном фестивале фильмов о правах человека «Сталкер»[19]
- 2012 Приз за лучший дебют кинофестиваля в Лиссабоне, Португалия[20]
- 2012 Приз в номинации «Лучшая режиссёрская работа» Второго Забайкальского международного кинофестиваля в Чите[21]
- 2012 Премия Международного фестиваля театра и кино о современности «Текстура» в номинации «Русский фильм»[22]
- 2012 Приз зрительских симпатий в программе «Арт-линия» фестиваля «Московская премьера»[23]
- 2012 Номинация на премию «Лавровая ветвь» за лучший неигровой кинофильм[24]
- 2012 Номинация на «Золотого Леопарда» кинофестиваля в Локарно